# Traktat brukselski

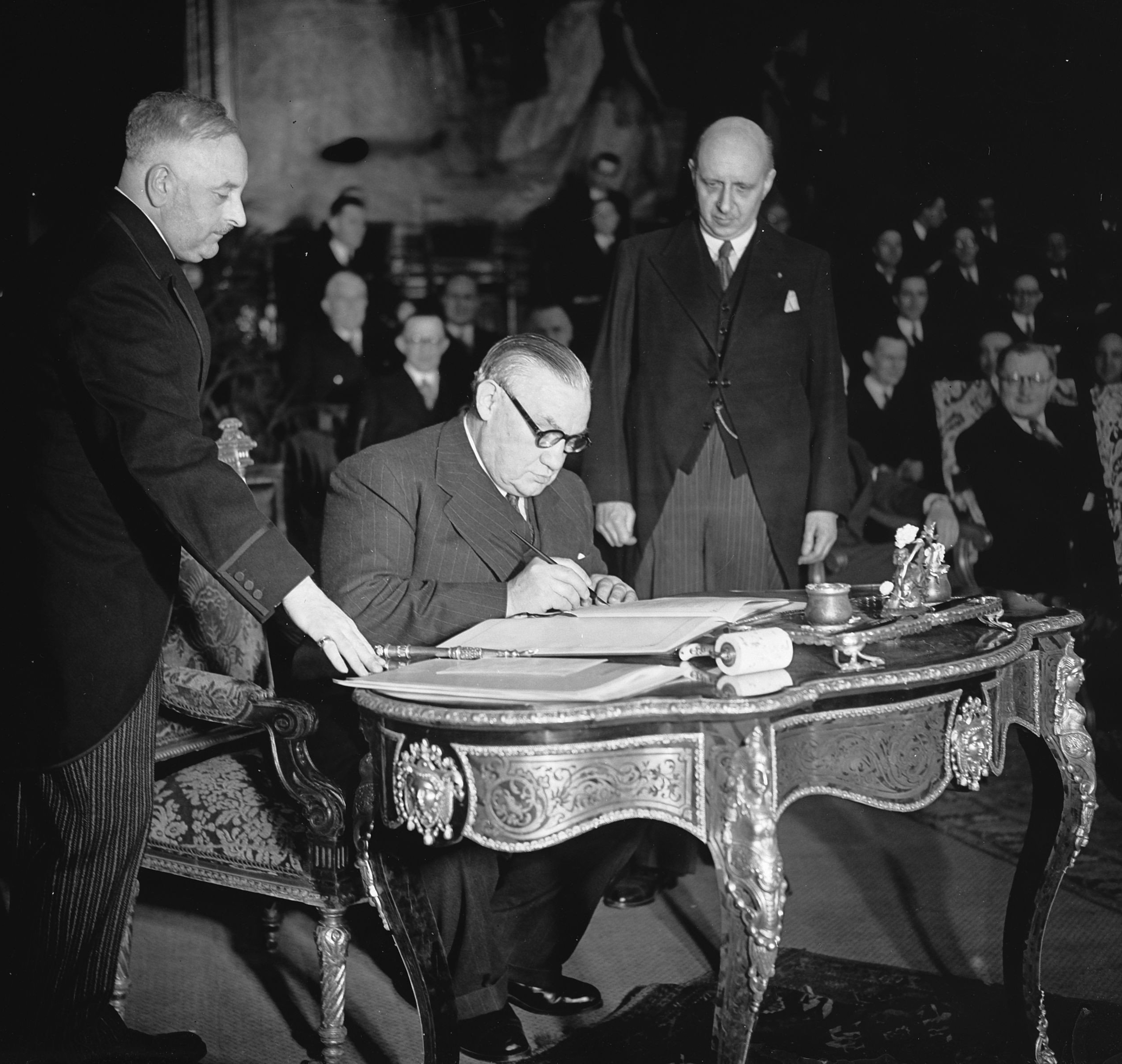
Podpisanie traktatu

Traktat Brukselski (ang. Treaty of Economic, Social, and Cultural Collaboration and Collective Self-defense) – składająca się z 10 artykułów umowa międzynarodowa, podpisana 17 marca 1948 przez Wielką Brytanię, Belgię, Francję, Holandię i Luksemburg. Traktat został zawarty na 50 lat. Po upływie tego czasu każda ze stron mogła go wypowiedzieć powiadamiając o tym z rocznym wyprzedzeniem. Spisany w językach angielskim i francuskim, depozytariuszem został rząd belgijski. Wszedł w życie 25 sierpnia 1948, z chwilą dostarczenia wszystkich ratyfikacji. Zarejestrowany przez Sekretariat ONZ 2 listopada 1948.
Był to drugi (po Traktacie z Dunkierki) pakt w Europie po 1945 dotyczący kwestii obronności – przetarł on ścieżki dla powstałej rok później Organizacji Paktu Północnoatlantyckiego (NATO). Oprócz spraw związanych z bezpieczeństwem traktat poruszał kwestie ekonomiczne oraz socjalne. Stanowił rozwinięcie traktatu z Dunkierki, podpisanego 4 marca 1947 między Francją a Wielką Brytanią wobec rosnącego zagrożenia ze strony ZSRR oraz odradzających się Niemiec. Po komunistycznym puczu w Pradze w lutym 1948 sygnatariusze Paktu Dunkierskiego uznali, że ich umowę należy rozszerzyć o kraje Beneluksu.
Zgodnie z art. 4 jeżeli którakolwiek ze stron będzie przedmiotem napaści zbrojnej w Europie, inne strony, zgodnie z postanowieniami artykułu 51 Karty Narodów Zjednoczonych, zapewnią stronie napadniętej wszelką wojskową i inną pomoc będącą w ich mocy.
Z uwagi na antyniemiecki charakter paktu, przypominający dyskryminujące Niemcy postanowienia traktatu wersalskiego, Włochy odmówiły w nim udziału.
Na mocy Traktatu brukselskiego powstała Unia Zachodnia.